# Хуан Баутіста Топете-і-Карбальйо
Хуан Баутіста Топете-і-Карбальйо (ісп. Juan Bautista Topete y Carballo; 24 травня 1821—29 жовтня 1885) — іспанський адмірал, державний і політичний діяч, міністр флоту, двічі виконував обов'язки голови уряду Іспанії.

## Кар'єра
Вступив на службу до військово-морського флоту в 17-річному віці. Брав участь у Першій карлістській війні. 1845 року отримав військове звання лейтенанта. Впродовж наступних трьох років боровся з работоргівлею в західній частині Індійського океану. Під час війни проти Марокко 1859—1860 років був начальником штабу флоту.
1868 року був обраний депутатом і приєднався до Ліберального союзу Леопольдо О'Доннелла та Франсіско Серрано. Пізніше був відряджений до Тихого океану, де брав участь у бомбардуванні Вальпараїсо та Каяо, а також в інших битвах між Чилі й Перу.
18 вересня 1868 року ескадра адмірала Топето, що базувалась у Кадісі збунтувалась. За кілька днів заворушення охопили весь південь і перекинулась на столицю. В результаті Славної революції королева Ізабелла II, яка відпочивала на морі в Сан-Себастьяні, була повалена. Коли остання втекла до Франції, Топето став членом тимчасового уряду й морським міністром.
Від 27 грудня 1870 до 4 січня 1871 року виконував обов'язки голови уряду. Вдруге йому було доручено виконання обов'язків голови Ради міністрів наприкінці травня — початку червня 1872 року.